# Maxime Châtaignier
Maxime Châtaignier (Besançon, 15 settembre 1988) è un pattinatore di short track francese.
È stato campione continentale nei 500 metri a Dresda 2010.

## Biografia
Ha rappresentato la Francia a tre edizioni consecutive dei Giochi olimpici invernali: Torino 2006, Vancouver 2010 e Soči 2014. 

## Palmarès
- Campionati europei

Ventspils 2008: bronzo nella staffetta 5000 m;
Dresda 2010: oro nei 500 m; bronzo in classifica generale;
- Giochi mondiali militari invernali

Annecy 2013: bronzo nei 500 m;
- Mondiali junior

2006: oro nella staffetta 2000 m; argento in classifica generale;
2007: bronzo nella staffetta 2000 m;
2008: argento nella staffetta 2000 m;